# Saint-Maurice (Val-de-Marne)
Saint-Maurice je francouzské město v departmentu Val-de-Marne v regionu Île-de-France.

## Poloha
Ze severu hraničí s Paříží (hranici tvoří Vincenneský lesík). Na východě sousedí s městem Joinville-le-Pont, na jihovýchodě se Saint-Maur-des-Fossés, na jihu s Maisons-Alfort (hranici tvoří Marna) a na západě s městem Charenton-le-Pont.

## Historie
Existence obce Charenton-Saint-Maurice je doložena již v 11. století. Pod tímto názvem byla až do roku 1842.
V roce 1606 povolil Jindřich IV. protestantům postavit si svůj kostel, který katolíci vypálili v roce 1621. V roce 1623 byl obnoven. Když Ludvík XIV. odvolal Edikt nantský, byl kostel do pěti dnů vypálen. Na jeho místě se usadily benediktinky a vybudovaly malý kostel Saint-André.
Dne 13. září 1641 Sébastien Leblanc, rada a válečný kontrolor Ludvíka XIII. daroval dům a pozemek ve farnosti Charenton na zřízení špitálu pro nemocné a duševně choré. Nemocnice byla zvětšena za Velké francouzské revoluce. Dnes se zde nacházejí dvě z největších nemocnic ve Francii. Národní nemocnice Saint-Maurice (rehabilitační nemocnice) a psychiatrická léčebna.
Roku 1798 se zde narodil malíř Eugène Delacroix.

## Partnerská města
- Curtarolo, Itálie, 1996
- Erlenbach am Main, Německo, 1992
- Saint-Maurice, Švýcarsko, 1957